# 榆岭乡
榆岭乡，是中华人民共和国山西省朔州市平鲁区下辖的一个乡镇级行政单位。

## 行政区划
榆岭乡下辖以下地区：
榆岭村、马营村、上梨园村、石井沟村、北水村、南水村、北岭村、薛高登村、韩村、梨阳坡村、砖井村、东梁村、西梁村、南窑村、南洼村、乔前村、乔后村、薛家港村、东石湖村、中石湖村、西石湖村、朝阳湾村、回回沟村和石峰村。